# Josef Holl
Josef Holl (* 11. Februar 1921 in Saarbrücken; † 27. Oktober 1993) war ein deutscher Gewerkschaftsfunktionär und Politiker der SPD.
Holl absolvierte eine kaufmännische Lehre und besuchte dafür die Handels- und Kaufmannsschule in Merzig. Anschließend war er als Buchhalter bei der RWE in Merzig tätig. Am 5. März 1940 beantragte er die Aufnahme in die NSDAP und wurde zum 1. April desselben Jahres aufgenommen (Mitgliedsnummer 7.602.515). Von 1934 bis 1945 leistete er Wehrdienst und nahm am Krieg teil. Er geriet in Kriegsgefangenschaft, aus der er 1947 wieder entlassen wurde. Im Jahr darauf stieg er bei der VSE AG ein, ab November 1969 war er dort Personalchef. Von 1962 an gehörte er dem Aufsichtsrat, von 1968 bis 1976 dem Bezirksvorstand Saar der Gewerkschaft ÖTV an. Daneben war er von 1963 bis 1974 auch Mitglied des Landesvorstandes der Arbeiterwohlfahrt.
1955 trat Holl in die SPD ein. Dort amtierte er einige Jahre lang als Vorsitzender des Ortsvereins Merzig und des Unterbezirks Merzig-Wadern, er saß zudem im Landesvorstand der Partei. Neunzehn Jahre lang war er Mitglied des Merziger Stadtrats, in dem er auch den Fraktionsvorsitz innehatte. Von 1964 bis 1968 war er erster Beigeordneter der Kreisstadt. 1960 wurde Holl erstmals in den Saarländischen Landtag gewählt. Es folgten zwei Wiederwahlen, sodass er dem Parlament bis 1975 angehörte. In dieser Zeit war er in vielen Ausschüssen tätig, im Ausschuss für Geschäftsführung und Immunität hatte er den Vorsitz inne. Daneben gehörte er von 1966 bis 1970 dem Deutsch-Belgisch-Luxemburgischen Parlament an.

## Ehrungen
- Marie-Juchacz-Plakette 1974